# 김경천 (1888년)
김경천(金擎天, 1888년 6월 5일~1942년 1월 2일)은 일본군 장교 출신으로서 해외로 망명하여 일제강점기에 무장 독립 운동을 벌인 독립 운동가이다. 초명은 김현충(金顯忠)이고, 일본 육사 졸업 후 김광서(金光瑞)로 개명하였다. 독립운동을 시작하면서 김경천(金擎天), 김응천(金應天) 등 여러 이름을 썼다. 별칭은 ‘조선의 나폴레옹’, 만주와 연해주 일대에서는 백마 탄 김장군으로 더 유명했다. 1998년 건국훈장 대통령장이 추서됐다. 본관은 시흥(始興)
이다.

## 생애
함경남도 북청에서 무관 가문의 막내 아들로 태어났다. 초명은 김현충(金顯忠)이고, 일본군에 근무할 때 김광서(金光瑞)로 개명하여 호적에 올라 있다. 후에 신팔균(신동천), 지청천과 함께 '하늘 천(天)'자를 넣어 지은 김경천(金擎天, 金警天 또는 金敬天), 김응천(金應天)은 별명이다.
아버지인 김정우(金鼎禹, 1857~1908)는 일본에 유학을 다녀온 구한국 육군의 엘리트 인사였다. 김정우가 만학의 나이에 큰 아들 성은과 함께 일본에 유학하여 김정우는 동경공업학교를, 김성은(金成殷, ? ~ 1906)은 일본육사를 졸업했다. 그리고 귀국하여 고급장교가 되었다. 김경천은 군인인 아버지 및 형들의 영향을 받아 어릴 때부터 군인이 되기를 꿈꾸었고, 한성부에서 중학교를 마친 뒤 1908년 8월 관비 유학생으로 일본으로 건너가서 육군중앙유년학교(陸軍中央幼年學校)에 입학한다. 아버지와 형은 공업을 배우라고 권했지만 ‘나폴레옹’ 책을 탐독하던 그는 결국 군인의 길을 선택한다. 유년학교를 마친 후 1909년 12월 1일에 일본육군사관학교에 입학했다.

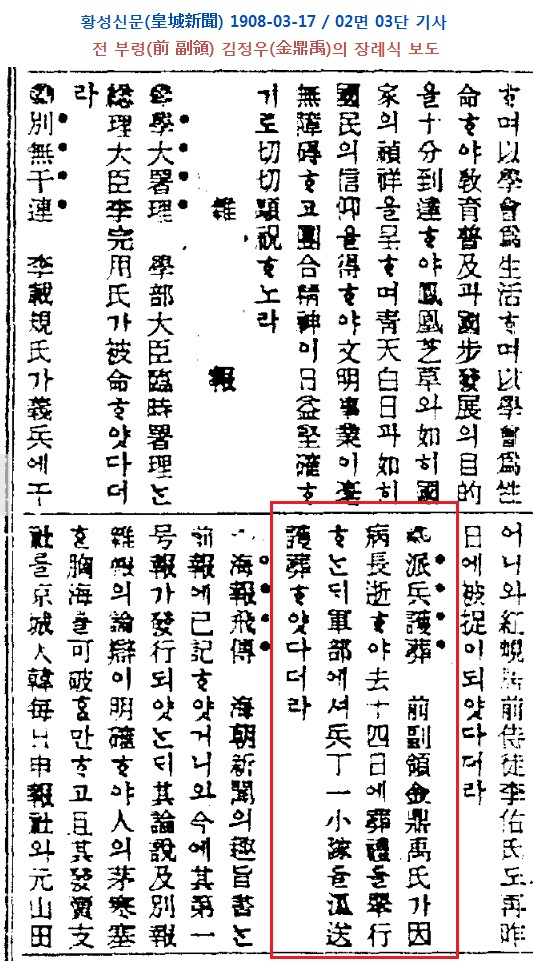
1908년 3월 17일자 황성신문에 난 김경천 장군 부친 김정우 장례식 기사

일본 유학을 떠나기 앞서 1908년 3월 중 아버지 김정우가 작고하였다.
유학을 떠나기 직전인 1908년 7월말에 대한매일신보(大韓每日申報)에 자신의 재산인 전답, 가옥, 산판(山坂)을 나열하고, 자신이 일본 유학을 떠나면서 문권(文券)을 다 가지고 가니, 내외국인은 사기 당하지 말라는 광고를 두 차례 내었다. 당시 재산 목록을 보아 부친 사후 상당한 재산을 상속 받았던 것으로 보인다.
그가 일본 유학중인 1910년 초에 아버지의 별실(別室) 화순(和順)집이 부친 소유 동대문 등지의 채전(菜田)을 전군부대신(前軍部大臣) 윤웅렬(尹雄烈)에 위탁하여 상당 금액을 받고 매각하여, 김정우의 며느리(李召史)가 윤씨에게 진정서를 내었다는 기사가 황성신문에 난 것으로 보아 부친의 유산을 두고 집안에 다툼이 상당히 있었던 것 같다. 부친 김정우는 군부대신 윤웅렬의 부관을 지냈다고 한다.
1909년 5월 육군중앙유년학교(陸軍中央幼年學校)를 졸업(8기)하였다. 이어 1911년 5월 27일 일본 육사 기병과를 최우등으로 졸업(제23기)하고 도쿄에서 기병 소위로 임관했다. 일본육사를 졸업하면 바로 소위로 임관하는 것이 통례였으나 그는 소위 임관을 처음에 거부하여 말썽이 되었다. 결국 경성부로 소환되어 조선총독 테라우치 마다사케와 면담하였다. 테라우치한테 임관 권고를 받은 김경천은 아버지와 형의 죽음으로 가정 생계도 꾸려나가야 했고, '독립전쟁을 벌이려면 육사 졸업한 것 갖고는 안 된다. 일본군 장교 생활을 하여 일본 군사기밀을 알아내야 한다'는 생각으로 마음을 고쳐먹고 그 권고를 받아들였다.
이후 기병 장교로 근무하였는데, 수 년간 기회를 엿보다가 1919년 2·8 독립 선언을 계기로 탈출을 결심하고 귀국했다. 그해 6월 초 지청천과 함께 만주로 망명하여 대한독립청년단(총재 안병찬)에 가입해 활동했고, 서간도의 신흥무관학교에서 교관으로 근무했다.
1919년에 3.1 만세 운동이 발발하자 김경천은 육사 삼 년 후배 이청천과 함께 만주 삼원포에 위치해 있는, 독립운동가 이회영, 이상룡이 독립군을 양성하기 위해 세워놓은 신흥무관학교에 갔다. 일본육사출신 김경천, 이청천이 그 무관학교의 교관으로 있다는 소식이 국내에 들어가자 3.1운동 이후 독립군이 되려던 학생들은 학업을 중단하고 삼원포로 갔다. 이에 크게 당황한 일제의 온갖 수단을 강구한 김경천 매장 공작과 중국인과의 외부적 문제, 한국인끼리의 내부적 문제로 인해, 신흥무관학교를 주도하던 중 그는 신흥무관학교 내에서 따돌림을 당하게 되었다.
이후 1919년 연말 경에 김경천은 만주 삼원포를 떠나 러시아 지역으로 이동하여 블라디보스토크에 머물렀다. 그는 이곳에서 의용군을 모집하여 일본군의 지원을 받는 중국인 마적단과 싸웠으며, 창해청년단(滄海靑年團)의 단장 김규면(金圭冕, 1880-1969)에 이어 총사령관을 맡아 전투를 거듭하면서 시베리아 지역에서 이름이 널리 알려지게 되었다. 1921년에는 수청(水淸)의병대의 지도자가 되었고 러시아의 혁명 세력과 연합하면서 연해주 지역의 조선인 지도자로 소련의 인정도 받게 되었다. 공민(公民) 나경석(羅景錫, 1890∼1959)이 1922년 1월 동아일보에 연재한 "노령견문기(露領見聞記)" 5회와 6회에 당시 그의 활동을 보도하고 있다.

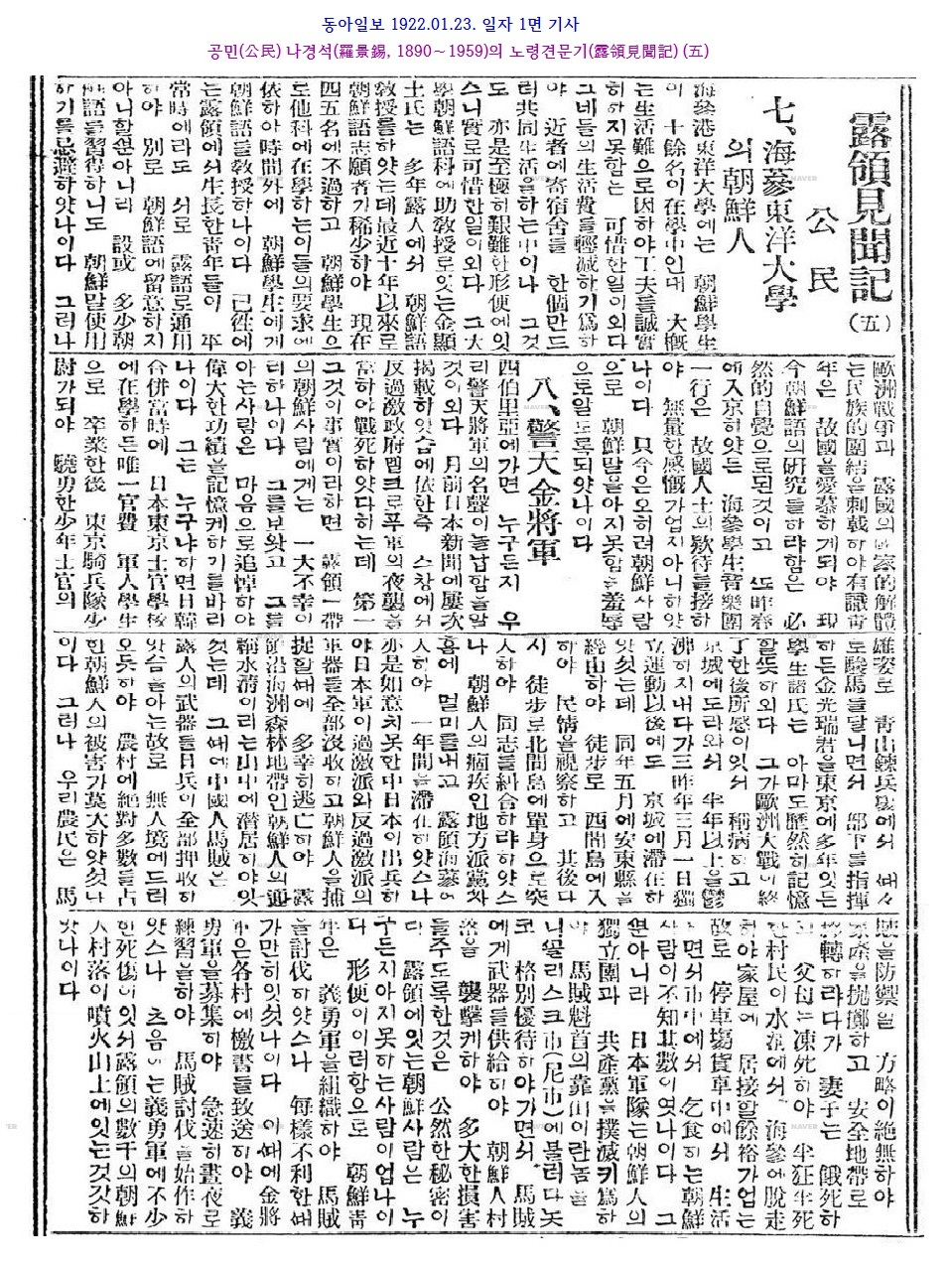
동아일보 1922년 1월 23 일자에 실린 공민(公民) 나경석(羅景錫, 1890∼1959)의 "노령견문기(露領見聞記)" 5회 중의 경천(擎天) 김장군(金將軍) (노령견문기 6회분)

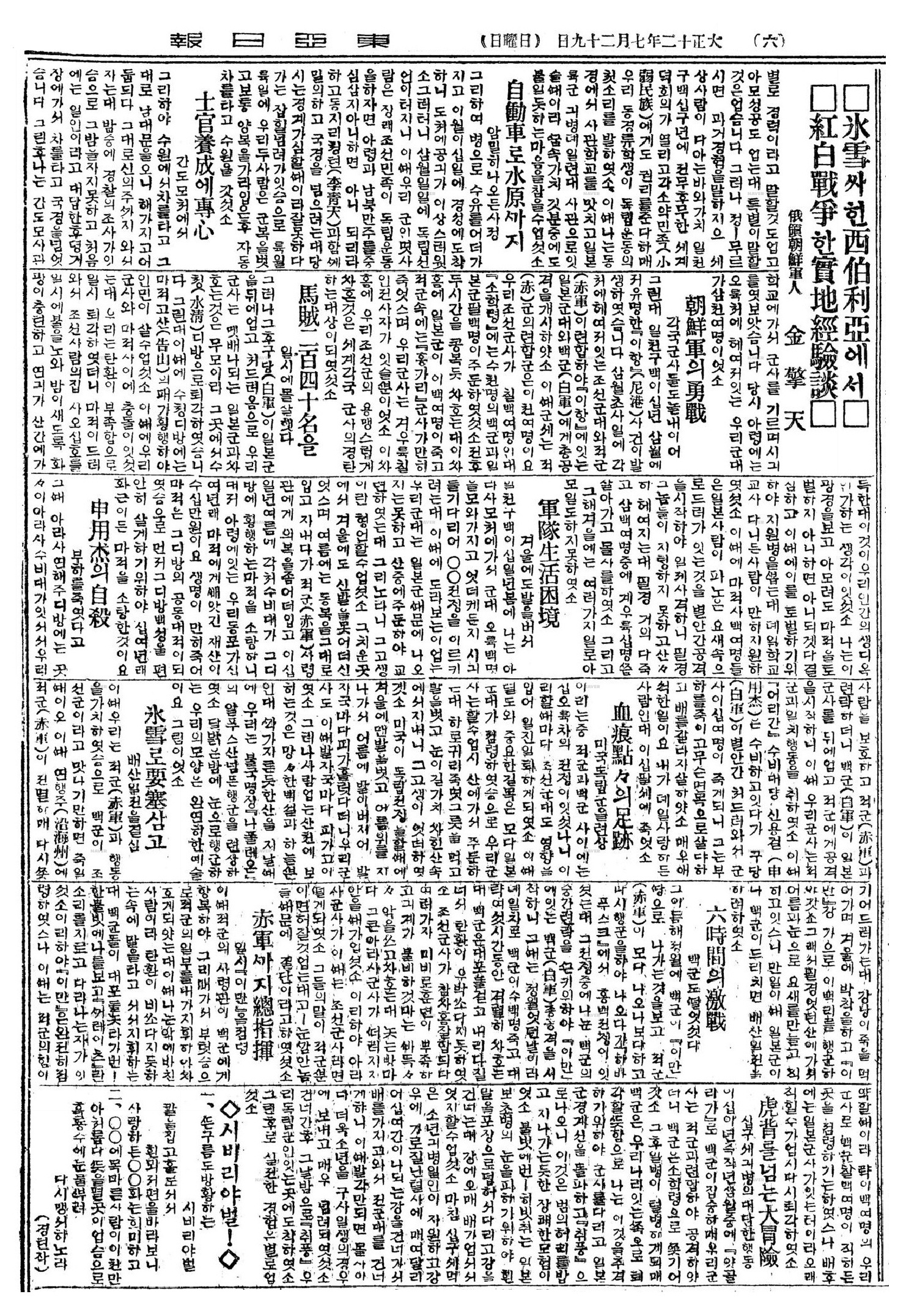
동아일보 1923-07-29 일자에 실린 김경천 장군 회견기 : 빙설(氷雪) 싸힌 서백리아(西伯利亞)에서 홍백전쟁(紅白戰爭)한 실지경험담(實地經驗談), 아령조선군인(俄領朝鮮軍人) 김경천(金擎天)

1922년 수청의병대는 대한혁명단으로 개칭하였으며, 김경천은 사령관을 맡았다. 그해 10월 고려혁명군(총재 이중집(李仲執))이 조직되었고 김경천은 동부사령관을 맡았다. 그러나 이후 정세 변화로 러시아 지역에서의 독립 운동이 소강 상태에 빠지면서, 노령(露領) 무장 독립 운동의 선도격이던 그의 입지는 좁아졌다. 1923년 상해에서 상해임시정부를 개편하기 위한 국민대표회의가 개최될 때 군사담당 위원으로 내정되었다. 김경천은 상해 국민대표회의에 참석했다. 1923년 이후로는 블라디보스토크의 극동고려사범대학에서 강의를 하였고 국경경비대의 장교로 일했다는 정도만이 알려져 있다.
1923년 7월 29일자 동아일보는 그를 인터뷰한 기사를 싣고 끝에 그가 지은 시 "시비리야벌!"을 소개하고 있다.
1925년 6월에 부인 유정(柳貞, 1892-1971)이 딸 셋을 데리고 사라져 종로서에서 수색중이라고 시대일보가 보도하였으므로 이때 연해주로 가서 가족들이 합류한 것으로 보인다. 장남 수범은 이듬해 1926년 블라디보스톡에서 태어났다.
1936년 소련 당국의 한인 인텔리 피검정책과 관련하여 체포되었고, 9월 29일 국경수비대 군법회의에서 3년 금고형을 선고받았다. 그의 체포 원인으로는 2가지 추측이 있다. 첫째, 연해주 한인 지도자는 이르쿠르츠파, 상해파 둘로 나뉘었는데 당시 상해파 지도자들이 대거 체포되는 과정 중 상해파 공산주의자로 오인받았을 수 있다. 김경천은 파당을 좋아하지 않아 어느 파에도 소속되지 않았다. 둘째, 김경천은 소련식 공산주의 운동에 적극 가담하지도 않았고 민족주의자였지만 공산주의자는 아니었다 (이는 2012년 12월 6일자 KBS 역사스페셜 '백마 탄 김장군, 김경천! 시베리아의 전설이 되다' 에서도 밝혀진다.)
1937년 연해주 거주 전체 한인에게 카자흐스탄과 중앙아시아 이주 정책이 시작된다. 김경천은 이 당시 2년 반을 복역한다.
1939년 2월 석방되어 카자흐스탄 까라간다에 있는 집으로 돌아온다. 독일인 농장 잡부로 일했으나 4월 5일 재차 체포되어 까라간다 정치범수용소에서 복역했다. 6월 25일 모스크바로 이송되었고 간첩죄가 적용되어 강제노동수감소 8년형을 언도 받았고, 러시아 북부철도수용소로 이송되어 매일 철도건설 공사장에 동원되었다.
1942년 1월 14일 비타민 결핍으로 인한 심장질환으로 사망했고, 시신은 수용소 근처에 묻혔다고 하나 정확한 장소는 아무도 모른다.
그의 말년 소식은 1990년대 중반 이전에는 국내에 전혀 알려지지 않았다. 1945년 해방이 되자 자유신문은 망명지사 가족 탐방 기사를 연재하는데, 그의 가족은 당시 국내에 없었으므로 5번째 기사로 그가 살던 종로구 사직동을 찾아 동네 노인을 만나 그에 대한 옛 이야기를 듣고 보도하는 것으로 대신하고 있다.

## 사후

### 복권과 서훈 및 기념 사업
- 1936년 김경천이 3년형을 언도받은 사건은 1956년 재심되어 무죄선고가 내려졌다.

- 1939년 체포되어 8년형을 받은 사건은 1959년 모스크바 군사재판소에서 재심하여 무죄를 선언하고 다음날 17일에 사후복권 시켰다.

- 1993년 카자흐스탄에서는 '정치적 탄압에 의한 희생자의 명예회복' 관련 법률에 의해 그의 명예를 회복시켰다.

- 1998년 한국정부는 그에게 건국훈장 대통령장을 추서했다.[5][24]

- 2003년 보훈처는 2003년 6월 이달의 독립운동가로 김경천을 선정하였다.[25]

- 2015년 구소련 지역에 거주하는 후손 일부가 한국으로 특별귀화하였다.[26]

- 2015년 외증손녀 김올가의 요청으로 우당 장학회와 서울시는 종로구 사직동 그의 옛 집터에 표지석을 세웠다.[27]

- 2016년 전쟁 기념관은 1월의 호국인물(護國人物)로 독립운동가 김경천(金擎天)을 선정하였다.[28]

## 가족 관계
- 아버지 : 김정우(金鼎禹,1857-1908)[8][11]
- 어머니 : 윤옥연(尹玉蓮,?)
- 배우자 : 류정화(호적명 柳貞, 1892-1971, 柳桂俊의 딸)[6]
  - 智利(1915-1982, 일본 千葉縣 千葉郡출생) : 김경천 자녀 사진[24]
    - 자녀 이브게니(1942-), 아나톨리(1949-1997), 겐나지(1946-), 딸 리지야(1944-), 류두밀라(1950-)

  - 智慧(1917-1936, 일본 千葉縣 千葉郡출생)
  - 智蘭(1919-1995, 서울 사직동 166번지 출생,러시아명은 니나)
    - 알베르트(1937-). 수범(러시아 출생, 러시아명 발로쟈)

  - 김수범(1926-1995, 블라디보스톡 출생)
  - 김지희(1928-?, 수청 다우지미 출생, 카자흐스탄 카라간다 거주)
    - 알렉산드르(1956-), 가리(1961-), 딸:나탈릴야(1951-)

  - 김기범(1932-?, 하바로브스크 출생, 러시아 노브고로드시 거주)[24]
    - 딸:알료나(1961-), 딸:갈리나(1963-)
- 여동생 : 김옥진(金玉振, 1908~?)[6]

## 저서 및 참고 기록
- 《경천아 일록(擎天兒 日錄)》[29][30]

- 김경천 관련 당시 신문 기사들

## 기타

### 본관 문제
경천아 일록에서 김경천은 본인의 본관을 김해 김씨라 밝히고 있다. 1916년 10월 10일에 자신의 본관을 시흥(始興) 김씨로 정정하였다. 시흥 김씨 연원에는 김지(金智)가 평안도 대동군(大同郡) 추울미(秋蔚美)에 살면서 세계를 계승하였다.
일부에서는 김경천이 본관을 시흥으로 정정한 것이 독립 의지를 표현하기 위한 것이라는 주장을 하나, 한국의 독립과 김경천의 본관은 상관관계가 없고 본관의 정정은 오류가 없는 경우에는 이루지지 않는 것이 일반적이다.

### 1908년 상속 재산 내역
일본 유학을 떠나기 직전인 1908년 7월말에 대한매일신보(大韓每日申報)에 자신의 재산인 전답, 가옥, 산판(山坂)을 나열하고, 자신이 일본 유학을 떠나면서 문권(文券)을 다 가지고 가니, 내외국인은 사기 당하지 말라는 광고를 두 차례 내었다. 당시 재산 목록을 보아 부친 사후 상당한 재산을 상속 받았던 것으로 보인다.
| 本人이 日本에 留學오무로 [대한매일신보(大韓每日申報) 1908년 7월 24일/25일 광고(廣告)] 本人이 日本에 留學오무로 左開田답家屋山坂文券을 持徃日本하오니 或有放賣之件와도 內外國人은 切勿見欺시 永登浦九老里所在田畓山坂舍家 壹 水原大皇橋沓水春침 壹 果川梧木坪沓 壹 남大門外巡동在家屋菜田 壹 西門外菜田 壹 廣州草月面亭子洞田沓 남大門外巡동居 日本東京留在軍人故副領 金鼎禹子 顯忠 告白 |

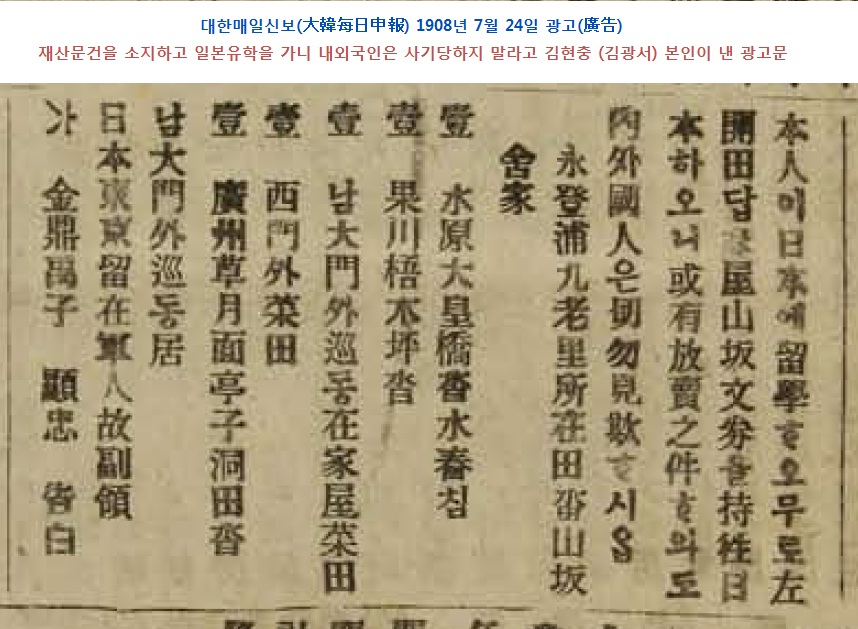
대한매일신보(大韓每日申報) 1908년 7월 24일 광고(廣告)에난 김경천 장군의 재산 목록

### 1934년 '용의 조선인 명부' 김광서 (金光瑞) 기록
일제가 1934년 작성한 용의조선인명부(容疑朝鮮人名簿)에는 김광서 (金光瑞)에 대해 아래와 같이 기록하였다.
- 이명 : 김경천(金敬天), 김응천(金應天)
- 생년월일 : 1888-06-05
- 출신지 : 경성부 사직동(京城府 社稷洞) 166 (본적)
- 현주소 : 블라디보스톡 신한촌(新韓村)
- 학력 : 육군사관학교 졸업
- 경력및활동 : 일본 모(某) 연대의 기병중위였으나 1925년 블라디보스톡으로 밀항함.
- 인물평외모 : 공산주의에 공명하고 있다.

## 같이 보기
- 일본육군사관학교
- 김일성 가짜설
- 노백린
- 지청천
- 윤웅렬
- 윤치성
- 이범석
- 윤치영
- 홍범도
- 독립유공자로 대통령장을 수여받은 사람

## 참고자료
- KBS 역사스페셜 125회 '백마 탄 김장군, 김경천! 시베리아의 전설이 되다' 방송 : 2012. 12. 6. 22:20~23:10 (KBS 1TV)
- 대한민국 국가보훈처, 이 달의 독립 운동가 상세자료 - 김경천 보관됨 2017-03-26 - 웨이백 머신, 2003년 6월
- 김경천 : 독립유공자 공훈록 - 국가보훈처
- 경천아 일록(擎天兒 日錄)
- 박환 (2003년 4월 5일). 〈2. 러시아지역 항일독립운동가 - 시베리아의 항일운동가 김경천〉. 《대륙으로 간 혁명가들》. 서울: 국학자료원. ISBN 978-89-541-0032-8. |id=에 templatestyles stripmarker가 있음(위치 1) (도움말)
- 박환, 재러한인 민족운동가 金擎天 연구 / 한국독립운동사연구 제12집 / 독립기념관한국독립운동사연구소 / 1998
- 박환, 김경천에 대한 부인과 자녀들의 회고
- 김병학, 경천아 일록(擎天兒 日錄)과 연해주 항일독립운동가 김경천의 생애 인문사회과학연구 제14권 제1호 (2013년 4월) pp.191-218, 부경대학교 인문사회과학연구소
- 윤선자, 1920년대 초반 김경천의 항일무장투쟁 한국독립운동사 연구 52집 / 독립기념관한국독립운동사연구소 / 2016
- 《경향신문》 (2005.9.5) 다시쓰는 독립운동列傳 Ⅲ러시아편－5. 시베리아 항일영웅 김경천
- 《주간조선 1760호》 (2003.07.03) 역사 / ‘김일성 수수께끼’의 주인공 김경천 보관됨 2017-03-25 - 웨이백 머신
- 양명호, 박갑룡, 연해주 항일독립운동가 김경천 장군 리더십 연구 보관됨 2018-11-18 - 웨이백 머신 《한국보훈논총》 제16권 제2호 (통권 43권), 한국보훈학회, 2017년.